# Shaqe Çoba
Shaqe Çoba, aussi connue sous le nom de Marie Çoba née Shiroka, est une féministe et suffragette albanaise. Elle crée la Gruaja Shqiptare, une organisation pour les femmes de la classe supérieure qui publie brièvement un magazine du même nom traitant des questions féminines.

## Biographie

### Enfance et formations
Shaqe Çoba est née à Shkodër, qui est alors une partie du Sanjak de Scutari de l'Empire ottoman, en 1875. Elle fait ses études secondaires dans un couvent à Zagreb, en Croatie, qui fait partie pendant ce temps de l'Empire austro-hongrois. Sur le chemin de l'école à Venise, en Italie, en 1904, elle  rencontre son futur époux Ndoc Çoba, avec qui elle a un fils. Elle  décède en 1954,.

### Actions
Le 3 août 1920, Shaqe Çoba  fonde et dirige le mouvement Gruaja Shqiptare de la classe supérieure de Shkodër afin de soutenir l'armée nationale albanaise qui se défend contre les incursions yougoslaves dans le nord de l'Albanie. L'organisation s'intéresse également à l'émancipation des femmes et publie un magazine du même nom qui donne le nom des donateurs et les montants donnés afin d'encourager les dons à distribuer aux soldats et à leurs familles. Le magazine publie de nombreux articles sur les droits et devoirs des femmes albanaises avant de fermer ses portes après la publication de son numéro de juillet 1921,,.

## Distinctions
À l'occasion du 90e anniversaire de l'indépendance de l'Albanie, en novembre 2002, le président de la république d'Albanie, Alfred Moisiu, décerne à Shaqe Çoba, à titre posthume, l'ordre Naim Frashëri (en albanais : Urdhri "Naim Frashëri") pour sa participation au mouvement d'indépendance des années 1920 en tant que combattante "contre la division de l'Albanie et pour l'émancipation de la femme albanaise".